# Flagenium setosum
Flagenium setosum là một loài thực vật có hoa trong họ Thiến thảo. Loài này được (A.Rich.) Wernham mô tả khoa học đầu tiên năm 1914.